# 誠文堂新光社
株式会社誠文堂新光社（日语：／）是日本出版社，總部位於東京都文京区。

## 歷史
1912年6月1日，茨城縣出身的小川菊松離開經營大批量雜誌的大型中間商至誠堂，創立在東京市内活動、專營書籍的小型中間商誠文堂，即俗称的（小中介）。
1913年，加入出版行業，首部出版物是1913年9月21日發行的澀川玄耳著作《任性》（わがまゝ）。由於出版事業更成功，1916年左右開始放棄中介經銷業務，專心發展出版事業。
1935年，兼併新光社，改為現名。
兼併後至昭和40年代左右（除太平洋戰争時期），公司同時經營園藝植物及熱帶魚的進口代理，以及送貨到車站的通信販賣業務。作為出版社，主要知名於寵物相關書籍，理工学及人文科学、設計、美術、教育等學術書籍，以及兒童書籍。
至於在自家出版社出版了《最新愛犬讀本》、《獵犬槍獵射擊事典》（猟犬銃猟射撃事典）、《出版興亡五十年》，留名日本近代出版史的小川菊松，則因身体狀況欠佳，於1962年7月3日在家中選擇以散彈槍自殺。
1998年，因不動產事業失敗陷入經營危機。1998年9月10日，出版營業權轉移至1997年10月推行事業部制期間設立的株式会社朋文社，朋文社同日改名「誠文堂新光社」。而原誠文堂新光社則更名為株式会社誠新地產（誠新エステート）並繼承債務。隨著公司体制改變，員工由78人裁剪至52人，雜誌《Herb》、《貓貓俱樂部》停刊，同時轉讓《Brain》至宣傳會議。

### 新光社
1916年9月，仲摩照久創立新光社，先後出版《科学画報》、《少年Graph》（少年グラフ）、《無線科学講座》、《万有科学大系》。1926年1月10日，因負債28万日元而破產。和仲摩有交流的誠文堂社長小川菊松決定伸出援手，於同年9月創立株式会社新光社，継承原先業務。小川擔任新公司社長，仲摩亦出任重要職務。依仲摩請求，1935年4月30日，誠文堂兼併新光社。

## 現有雜誌及雜誌書
來源：

### 雜誌
- 孩子的科學（1924年創刊）
- 天文指南（1965年創刊）
- 無線與實驗（1924年創刊）
- 農耕與園藝（農耕と園芸，1946年創刊）
- Florist（フローリスト，1984年創刊）
- 愛犬之友（愛犬の友，1952年創刊） - 接收自愛犬之友社
- idea（1953年創刊）
- 陶工房（1996年創刊）
- Design Note（デザインノート，2004年創刊）

### 雜誌書
- Illust Note（イラストノート，2006年創刊）
- Companion Bird（コンパニオンバード，2004年創刊）
- 兔子時間（うさぎの時間，2008年創刊）

### Web雜誌
- 讀物.com（よみもの.com（よみものどっとこむ），2016年公開）

## 過去主要書籍及雜誌
來源：

### 書籍
- 日美会話手帳（1945年） - 誠文堂新光社策劃，以關聯企業科学教材社名義發行。於二戰結束1個月的9月15日發售（發行日期為10月3日），不久便賣出超過360万本[13]。
- 全天恒星圖1950年分点、全天恒星圖2000年分点
- 玉川百科大辞典（1963年）
- 玉川兒童百科大辞典（1967年）
- AIRGUN CATALOGUE（2006年版）

### 叢書
- 少年技師手冊（1929年 - 1931年）
- 模型製作新手冊（模型製作ニューハンドブック，1936年 - 1939年）

### 雜誌
- 商店界（1921年 - 1993年） - 接收自商店界社
- 科学画報（1923年 - 1950年、1956年 - 1961年） - 接收自科学画報社
- 廣告界（1926年 - 1941年） - 接收自商店界社
- 航空少年（1941年 - 1945年）
- 初步廣播（1948年 - 1992年）
- 圍棋（1951年 - 2012年） - 接收自青桐社
- 學生的科學（1961年 - 1962年）
- Brain（ブレーン，1961年 - ） - 1998年12月号起轉移至宣傳會議
- Garden Life（ガーデンライフ，1962年 - 1990年）
- 電子展望（1964年 - 1983年）
- Herb（ハーブ，1991年 - 1998年）
- 貓貓俱樂部（ねこ倶楽部，1993年 - 1998年）
- Audio Craft Magazine（オーディオクラフト・マガジン，2000年 - 2001年）
- DOG FAN （2000年 - 2009年）
- 大人的工作讀本（2002年 - 2006年）
- 鐵道画報（2005年 - 2007年）

## 脚注
1. 1 2  .   [2020-01-05]. （原始内容存档于2019-07-20）.
2. ↑  小川 1953，第389-390頁.
3. ↑  小川 1953，第395頁.
4. ↑  小川 1953，第394-395頁.
5. 1 2  小川 1953，第421-427頁.
6. ↑  .  （日语）.
7. ↑  植田康夫.  (PDF).  (). 2008-01-26, (38): 8. ISSN 0288-5913.
8. 1 2   . 文化通信 (3269) (文化通信社). 1998-10-05: 4.
9. ↑   . 朝日新聞. 1998-11-08: 13.
10. ↑   , AERA, 1998-11-16, 11 (46): 13–14
11. 1 2   . 文化通信 (3267) (文化通信社). 1998-09-21: 4.
12. 1 2  . 株式会社誠文堂新光社. 2019-09-17  [2020-01-05]. （原始内容存档于2021-02-27） （日语）.
13. ↑   . 讀賣新聞夕刊. 1995-05-13: 2.

## 外部連結
- 誠文堂新光社 （页面存档备份，存于）